# 福建省龙岩市第二中学
福建省龙岩市第二中学，简称龙岩二中，校本部位于福建省龙岩市新罗区中城街道凤凰北路1号，初中部（原龙岩六中）位于福建省龙岩市新罗区中城街道凤凰路132号，总占地面积约292亩。是一所公立完全中学，福建省一级达标学校。现任校长為林立琼，现任书记為吴彤。
龙岩二中创办于1948年，前身是“私立培德女子中学”。1951年由政府接管，改为男女兼收的普通中学，定校名为“福建省龙岩市第二中学”。学校于1980年被确认为省重点中学；1994年通过省二级达标中学验收；2005年通过省一级达标中学验收。曾五次被省委、省政府授予“省级文明学校”荣誉称号。
龙岩二中原校址位于中城街道九一南路虎岭山麓，但受制于面积太小（约60亩）。2008年4月，市、区两级党委、政府决定将原龙岩学院凤凰校区划拨给龙岩二中（占地面积约160亩），作为学校的新校址，原校址新建公立龙岩初级中学。现在的校区地处中城街道凤凰北路凤凰山，各项设施配套完善；2013年投入使用了全省最大的教学实验大楼（建筑面积达2.8万平方米）。
2014年7月开始，龙岩二中与龙岩六中合并，原龙岩六中校址成为龙岩二中初中部。